# جاذبه‌های گردشگری سمنان
سمنان شهری با سابقه تاریخی چند هزار ساله است که به دلیل واقع شدن در گذر حوادث ناشی از لشکرکشی‌ها و مهاجرت‌های بین شرق و غرب و مهم تر از همه داشتن تاریخ تمدن دیرینه دارای آثار باستانی متعدد دیدنی مربوط به دوره‌های مختلف تاریخ است که مبین قدمت کهن آن است.

## مساجد و تکایا
- مسجد جامع سمنان[۳]
- مسجد جامع زاوقان[۴]
- منار سلجوقی مسجد جامع سمنان: این بنا قدیمی‌ترین منار جنبان ایران می‌باشد در مرکز این منار محوری چوبی قرار دارد که با تکان دادن آن کل منار حرکت می‌کند[۵][۶]
- مسجد امام سمنان(مسجد شاه یا سلطانی)[۷]
- منار و مسجد جامع علاء
- تکیه پهنه
- تکیه ناسار

## زیارتگاه‌ها و عبادتگاه ها
- امامزاده یحیی بن موسی الکاظم
- امامزاده علی بن جعفر الصادق
- امامزاده علی بن اشرف
- امامزادگان ابراهیم و اسماعیل
- امامزاده زین الدین
- بارگاه علویان
- بقعه علمدار
- بقعه سی سر
- بقعه پیغمبران(سیم النبی و لام النبی)
- بقعه سید رضا
- بقاع متبرکه زاوغان
- بقعه متبرکه سید مرسلین
- بقعه سید جلال
- بقعه متبرکه سید اسد
- بقعه پیرشمس‌الدین
- بقعه پیرغریب
- امامزاده هاشم
- بقعه اباصلت هروی
- بقعه عیسی بن موسی
- بقعه مصیب
- آتشگاه سمنان

## آرامگاه‌ها و خانقاه‌ها
- خانقاه و آرامگاه شیخ علاءالدوله سمنانی متعلق به شیخ علاءالدوله سمنانی[۸]
- مقبره درویش محمود[۹]
- برج چهل‌دختران[۱۰]
- مقبره پیر نجم‌الدین سمنانی
- مقبره درویش مومن یا درویش محمود
- مقبره ابراهیم و اسماعیل
- مقبره سی‌سر
- مقبره پیغمبران
- آرامگاه حاجی ملاعلی حکیم‌الهی سمنانی
- آرامگاه فانی سمنانی
- آرامگاه پیرنجم‌الدین
- مقبره طوطی
- بقعه پیر علمدار
- خانقاه سکاکیه

## خانه‌های تاریخی
- خانه سمنانی‌ها
- خانه تدین
- خانه تاریخی حاج‌حشمت

## ساختمان‌های حکومتی
- ارگ دولتی سمنان
- بنای دارالحکومه(میدان ابوذر)
- دروازه ارگ سمنان[۱۱]
- دروازه جنوبی ارگ سمنان
- ارگ علاء
- بنای دارالحکومه (میدان ابوذر)

## دژها و قلعه ها
- قلعه سارو[۱۲]
- قلعه پاچنار
- قلعه کوشمغان
- قلعه زاوغان
- قلعه کهن‌دژ
- دژ چرمینه
- دژ لاجوردی
- قلعه گنبدان
- نارین قلعه
- قلعه سراچه
- قلعه شیرقاضی یا میرزاعسکری
- قلعه برکه
- قلعه لاسگرد
- قلعه موکوشم
- قلعه نوکلاته
- قلعه تقی‌آباد
- قلعه نوکه
- قلعه آبگرم
- قلعه مومن‌آباد
- قلعه افتر
- قلعه دوزهیر
- قلعهٔ پاچنار
- قلعه کوشمغان
- قلعه زاوغان

## کاروانسراها
- کاروانسرای سنگی آهوان(مربوط به قرن پنجم هجری)[۱۳]
- کاروانسرای شاه سلیمانی آهوان[۱۴]
- کاروانسرای شاه عباسی
- رباط انوشیروانی آهوان
- رباط سلطان حسین بایقرا
- کاروانسرای شاه عباسی سمنان
- کاروانسرای شاه عباسی لاسگرد
- کاروانسرای شیخ علاءالدوله
- کاروانسرای ناسار
- کاروانسرای سیف میرزا
- کاروانسرای روبروی کوچه ملاقزوینی
- کاروانسرای پایین تکیه ناسار

## مدارس
- حاج‌فتحعلی‌بیگ
- صادق‌خان
- حسینیه
- مسعودیه
- مهدی‌قلی‌خان

## آب‌انبارها و گرمابه‌ها
- گرمابه حضرت[۱۵][۱۶]
- گرمابه حضرت
- گرمابه ناسار
- گرمابه نخست
- گرمابه بیرون دژ
- گرمابه قلی
- غسالخانه عبرت
- آب‌انبار قلی
- آب‌انبار ناسار
- آب‌انبار پاچنار
- آب‌انبار صادقیه
- آب‌انبار سرخه
- آب‌انبار امامزاده علوی
- آب‌انبار کهنه دژ
- آب‌انبار توکلی
- آب‌انبار کارخانه
- آب‌انبار کاشفی
- آب‌انبار چوب مسجد
- آب‌انبار علی‌بن جعفر
- آب‌انبار چهار سوق
- آب‌انبار مسجد صاحب الزمان
- آب‌انبار حاجی شیخ
- آب‌انبار امامزاده زین الدین
- آب‌انبار سنادره
- آب‌انبار شاهجو
- آب‌انبار بیابانک
- آب‌انبار لاسجرد
- آب‌انبار شرق سمنان

## بازارها
- بازار بزرگ سمنان[۱۷]
- بازار شمالی
- بازار جنوبی
- بازار جلوخان
- بازار شیخ علاءالدوله(بازار مرده‌ها)
- تیمچه سلطانی پهنه
- بازار مرده‌ها[۱۸]

## تپه‌های باستانی
- مجموعه تپه‌های میرک
- تپه دلازیان
- تپه ناسار

## آسیاب‌های آبی
- آسیاب چهارم

## یخدان‌ها
- آتشگاه سمنان
- بیابانک

## موزه ها
- موزه مردم‌شناسی سمنان
- موزه گرمابه پهنه سمنان[۱۹][۱۹]
- عمارت و باغ امیر سمنان
- موزه هنرهای معاصر شرق کشور[۲۰]
- موزه مهر و سکه سمنان
- پارک موزه دفاع مقدس
- پارک موزه دفاع مقدس سمنان[۲۱][۲۲]